# Китупан (муниципалитет)
Китупан (исп. Quitupan) — муниципалитет в Мексике, в штате Халиско, с административным центром в одноимённом посёлке. Численность населения, по данным переписи 2020 года, составила 7734 человека.

## Общие сведения
Название Quitupan с языка науатль можно перевести как: место заключения договора.
Площадь муниципалитета равна 674,3 км², что составляет 0,9 % от общей площади штата, а наиболее высоко расположенное поселение Эль-Салитрильо находится на высоте 2341 метр.
Китупан граничит с другими муниципалитетами штата Халиско: на юге с Санта-Мария-дель-Оро, на западе с Валье-де-Хуаресом, а на севере и востоке граничит с другим штатом Мексики — Мичоаканом.

## Учреждение и состав
Муниципалитет был образован 28 октября 1870 года, по данным 2020 года в его состав входит 107 населённых пунктов, самые крупные из которых:
| Код INEGI                  | Населённый пункт                                                                                        | Численность населения (2005 год) | Численность населения (2010 год) | Численность населения (2020 год) |
| -------------------------- | --- | -------------------------------- | -------------------------------- | -------------------------------- |
| 069                        | Всего                                                                                                   | 8491                             | 8691                             | 7734                             |
| 0001                       | Китупан (исп. Quitupan) 19°55′39″ с. ш. 102°52′39″ з. д. (административный центр)                       | 1520                             | 1551                             | 1466                             |
| 0059                       | Ласаро-Карденас (Сан-Диего) (исп. Lázaro Cárdenas (San Diego)) 19°53′20″ с. ш. 102°49′57″ з. д.         | 1263                             | 1361                             | 1268                             |
| 0154                       | Сан-Франсиско (Эмилиано-Сапата) (исп. San Francisco (Emiliano Zapata)) 19°55′13″ с. ш. 102°50′58″ з. д. | 578                              | 455                              | 396                              |
| 0138                       | Рафаэль-Пикасо (Санта-Крус) (исп. Rafael Picazo (Santa Cruz)) 19°53′58″ с. ш. 102°51′10″ з. д.          | 310                              | 329                              | 387                              |
| 0153                       | Сан-Антонио (Каррильо-Пуэрто) (исп. San Antonio (Carrillo Puerto)) 19°55′42″ с. ш. 102°48′55″ з. д.     | 373                              | 352                              | 311                              |
| —                          | Прочие                                                                                                  | 4447                             | 4643                             | 3906                             |
| Названия на карте Генштаба | |                                  |                                  |                                  |

## Природные ресурсы
Муниципалитет располагает следующими ресурсами:
- 53 800 гектар леса, преимущественно состоящие из таких видов деревьев как сосна, дуб, земляничное дерево, акация, пало-дульсе[исп.] и каркас;

- минеральные — месторождения серебра и известняка.

## Экономическая деятельность
По статистическим данным 2000 года, работоспособное население занято по секторам экономики в следующих пропорциях:
- сельское хозяйство, животноводство и рыбная ловля — 55,4 %;
- промышленность и строительство — 16 %;
- торговля, сферы услуг и туризма — 23,9 %;
- безработные — 4,7 %.

## Инфраструктура
По статистическим данным 2020 года, инфраструктура развита следующим образом:
- электрификация: 99,7 %;
- водоснабжение: 95,5 %;
- водоотведение: 99,6 %.